# Bella Notte (Dan Hylander)
Bella Notte är Dan Hylander & Raj Montana Bands fjärde album, utgivet 1982.

## Låtlista
1. Bella notte - (Dan Hylander)
2. I minnen - (Dan Hylander)
3. En förlorad natt - (Dan Hylander/Cropper/Pickett)
4. Höst (till Eva, så länge jag kan gå) - (Dan Hylander)
5. Turkos - (Dan Hylander)
6. Isvit (Isvita rum / Coda) - (Dan Hylander & Roland Gottlow)
7. Bara älskade sårar - (Dan Hylander)
8. Vargtimme - (Dan Hylander)

## Raj Montana Band
- Dan Hylander - Sång
- Pelle Alsing - Trummor
- Ola Johansson - Bas
- David Carlson - Gitarr
- Hasse Olsson) - Orgel och piano
- Clarence Öfwerman - Piano

## Listplaceringar
| Lista (1983-1984) | Topplacering |
| ----------------- | ------------ |
| Sverige           | 4            |